# Ashbury Heights
Gli Ashbury Heights sono un gruppo di musica elettronica svedese formatosi nel 2005.

## Storia del gruppo

### Origini
Gli Ashbury Heights si formano nel 2005 a Sundsvall, Medelpad, Svezia. La formazione originale era composta da Anders Hagström (voce maschile, scrittore di testi e compositore) e Yasmine Uhlin (voce femminile), che all'epoca erano fidanzati. Il gruppo in realtà si costituì solo per pubblicare un demo di Hagström, che chiese alla ragazza di incidere alcune linee vocali sulle sue canzoni. Il risultato ottenne un successo underground imprevisto, e così il duo si formò ufficialmente.
Yasmine annunciò l'uscita dal gruppo nel novembre 2008 alla fine di un'esibizione dell'Out Of Line Festival Tour.
Rese note sul proprio MySpace le proprie motivazioni.
(Yasmine Uhlin, MySpace)

### Nuova era
Anders iniziò così a cercare una nuova cantante su internet, trovandola su Myspace nella modella, cantante e attrice Kari Berg, che fino ad allora aveva studiato canto lirico pur essendo influenzata dalla scena Goth anni '80.
Nel novembre 2008 è stato annunciato che sarebbe diventata la nuova cantante degli Ashbury Heights, la cui voce potrà essere sentita dopo la pubblicazione dell'album Take Cair Paramour, previsto a breve.
Kari era nota già nell'ambiente dello spettacolo prima di entrare nel gruppo: è infatti una modella dark molto conosciuta.

## Formazione

### Formazione attuale
- Anders Hagström – voce maschile, testi, musiche (2005 - presente)
- Kari Berg – voce femminile (2008 - presente)

### Live
- Johan Andersson – tastiere (2008 - presente)

### Ex componenti
- Yasmine Uhlin – voce femminile (2005 - 2008)

## Discografia

### Con Yaz
- 2005: Angora Overdrive – Demo
- 2005: Parliament Of Rocks – Demo
- 2005: Ashbury Heights – Demo
- 2006: Angora Overdrive – Singolo
- 2007: Three Cheers for the Newlydeads – Album
- 2008: Morning Star In A Black Car – EP

### Con Kari
- 2009: Take Cair Paramour – In lavorazione